# Буковцев, Егор Петрович
Егор Петрович Буковцев — советский хозяйственный, государственный и политический деятель, Герой Социалистического Труда.

## Биография
Родился в 1918 году в деревне Косилово. Член КПСС.
С 1932 года — на хозяйственной, общественной и политической работе. В 1932—1972 гг. — рабочий местной сельхозартели, путевой рабочий на железной дороге, участник освободительного похода в Западную Украину, конвертерщик на металлургический комбинат «Североникель» в Мончегорске, конвертерщик, старший конвертерщик, мастер конвертерного цеха Норильского горно-металлургического комбината имени А. П. Завенягина Министерства цветной металлургии СССР.
Указом Президиума Верховного Совета СССР от 4 декабря 1965 года присвоено звание Героя Социалистического Труда с вручением ордена Ленина и золотой медали «Серп и Молот».
Умер после 1972 года.